# Xã Buckeye, Quận Ottawa, Kansas
Xã Buckeye (tiếng Anh: Buckeye Township) là một xã thuộc quận Ottawa, tiểu bang Kansas, Hoa Kỳ. Năm 2010, dân số của xã này là 112 người.